# Семейство Шроффенштейн
«Семейство Шроффенштейн» (нем. Die Familie Schroffenstein) — трагедия немецкого писателя Генриха фон Клейста, впервые опубликованная в 1803 году и поставленная на сцене в 1804 году.
Действие пьесы происходит в средневековой Германии (изначально планировалось, что это будет Франция, потом — Испания). Оттокар и Агнесса, принадлежащие к двум ветвям аристократического рода Шроффенштейнов, веками враждующим между собой, влюбляются друг в друга. Они погибают из-за трагической случайности, и над их телами происходит примирение двух семей. С точки зрения сюжета «Семейство Шроффенштейн» явно схоже с трагедией Уильяма Шекспира «Ромео и Джульетта».
Пьеса была практически проигнорирована современниками. Немногочисленные читатели ужасались тёмным страстям и разгулу насилия, спектакли прошли незамеченными. Рецензия с положительной оценкой пьесы за авторством Людвига Хубера была опубликована в 1804 году в журнале Der Freimüthige («Вольнодумец»).
Литературоведы отмечают, что Клейсту удалось убедительно показать Средневековье и создать яркие характеры (в первую очередь речь о героях-влюблённых). При этом в пьесе заметно, по словам Романа Самарина, пристрастие автора к «кровавым и отталкивающим подробностям». С точки зрения жанра «Семейство Шроффенштейн» относят к «трагедиям рока», причём здесь мотив судьбы выведен в максимально полном, каноническом виде.
В 1983 году пьеса была экранизирована. Фильм немецкого режиссёра Ханса Нойенфельса, снятый для ZDF (одного из основных телеканалов ФРГ), получил название «Семья, или Шроффенштейны» (Die Familie oder Schroffenstein).
На русский язык трагедию перевёл Борис Пастернак.